# オーストリアの地方行政区画
本記事ではオーストリアの地方行政区画について記述する。現在のオーストリアは9つの連邦州（Bundesländer）からなる。首都州ウィーンを除く各州の下にはその出先機関である郡（Bezirk; 行政管区とも）または独立した自治体である憲章都市（Statutarstadt）が置かれ、さらに郡の下には基礎自治体である市町村（Gemeinde; ゲマインデ）が置かれている。

## 連邦州

オーストリアの州。地図の番号は表のISO番号に対応している。

連邦州（あるいは単に「州」）は独自の立法府である州議会（Landtag）および独自の行政府である州政府を持つ。州議会議員は州民による直接投票で選挙され、州首相（Landeshauptmann）は州議会によって任命される。首都のウィーンは一市で州の地位を有しているため、ウィーン市議会は州議会の、ウィーン市長は州首相の権限も併せ持つ。
オーストリア憲法はオーストリアは自治権をもった9州からなる連邦国家であると規定しているが、州が独自の司法制度を持たず、立法においても外交・国防や金融財政から商工業・文化・医療などにわたるまでが連邦政府の専権事項となっているなど、州の権限はアメリカ合衆国やドイツのそれに比較して小さい。しかし1921年に発足したブルゲンラント州を除き中世以来各州が独自の歴史をたどってきたこともあり（ブルゲンラント州もそれまでハンガリー王国に属していたという点では他州と歴史が異なる）、州民の自らの州に対する郷土意識は強い。
| ISO番号 | 日本語名                 | ドイツ語名       | 略 | 州都               | 面積   | 人口      | 人口密度 | 市数 | 町村数 |
| ------- | ------------------------ | ---------------- | -- | ------------------ | ------ | --------- | -------- | ---- | ------ |
| AT-1    | ブルゲンラント州         | Burgenland       | B  | アイゼンシュタット | 03,965 | 0,297,583 | 0,075    | 13   | 158    |
| AT-2    | ケルンテン州             | Kärnten          | K  | クラーゲンフルト   | 09,537 | 0,564,513 | 0,059    | 17   | 115    |
| AT-3    | ニーダーエスターライヒ州 | Niederösterreich | N  | ザンクト・ペルテン | 19,180 | 1,698,796 | 0,089    | 76   | 497    |
| AT-4    | オーバーエスターライヒ州 | Oberösterreich   | O  | リンツ             | 11,983 | 1,505,140 | 0,126    | 32   | 406    |
| AT-5    | ザルツブルク州           | Salzburg         | S  | ザルツブルク       | 07,155 | 0,560,710 | 0,078    | 11   | 108    |
| AT-6    | シュタイアーマルク州     | Steiermark       | St | グラーツ           | 16,399 | 1,252,922 | 0,076    | 35   | 251    |
| AT-7    | チロル州                 | Tirol            | T  | インスブルック     | 12,648 | 0,764,102 | 0,060    | 11   | 266    |
| AT-8    | フォアアールベルク州     | Vorarlberg       | V  | ブレゲンツ         | 02,602 | 0,401,674 | 0,154    | 05   | 091    |
| AT-9    | ウィーン                 | Wien             | W  | (都市州、特別市)   | 00,415 | 1,931,593 | 4,654    | 01   | 000    |

- 表中の単位は、面積が平方キロメートル、人口が人、人口密度が人/平方km。

1. ↑   STATISTIK AUSTRIAによる2022年1月1日の値
2. ↑  Stadtに指定されたゲマインデ
3. ↑  Stadtに指定されていないゲマインデ

## 郡および憲章都市
州の下に置かれる郡（あるいは行政管区）は自治体ではなく、行政事務を処理する州の出先機関である。独自の議会や職員は持たず、長は州によって任命される。オーストリア全土で84の郡が置かれている。一方、憲章都市に指定された自治体は、郡が所管する業務も行なうようになるため郡には属さない。2006年現在、15都市がこれに指定されている。
| 都市名                                 | 州                       | 指定年 |
| -------------------------------------- | ------------------------ | ------ |
| アイゼンシュタット                     | ブルゲンラント州         | 1921年 |
| インスブルック                         | チロル州                 |        |
| ヴァイトホーフェン・アン・デア・イプス | ニーダーエスターライヒ州 | 1868年 |
| ウィーン                               | ウィーン                 | 1850年 |
| ヴィナー・ノイシュタット               | ニーダーエスターライヒ州 | 1866年 |
| ヴェルス                               | オーバーエスターライヒ州 | 1964年 |
| クラーゲンフルト                       | ケルンテン州             | 1850年 |
| グラーツ                               | シュタイアーマルク州     |        |
| クレムス・アン・デア・ドナウ           | ニーダーエスターライヒ州 | 1938年 |
| ザルツブルク                           | ザルツブルク州           | 1869年 |
| ザンクト・ペルテン                     | ニーダーエスターライヒ州 | 1922年 |
| シュタイアー                           | オーバーエスターライヒ州 | 1867年 |
| フィラッハ                             | ケルンテン州             | 1932年 |
| リンツ                                 | オーバーエスターライヒ州 | 1866年 |
| ルスト                                 | ブルゲンラント州         | 1921年 |

1. ↑  1648年以降ハンガリー王国の自由都市
2. ↑  1921年まではニーダーエスターライヒ州
3. ↑  1861年以降ハンガリー王国の自由都市

## 市町村
基礎自治体は市町村である。人口が大きかったり地理的経済的に重要な自治体は市（Stadtgemeinde）や町（Marktgemeinde; 市場町）に指定されることができるが、特に違いはない。各市町村は住民に選挙された議員からなる市町村議会（Gemeinderat）と、議会から選任された市町村長（Bürgermeister）、および合議体の執行機関である市町村参事会（Gemeindevorstand, 市はStadtrat）を持つ。